# Conescharellina eburnea
Conescharellina eburnea är en mossdjursart som först beskrevs av Maplestone 1909.  Conescharellina eburnea ingår i släktet Conescharellina och familjen Biporidae. Inga underarter finns listade i Catalogue of Life.